# 多賀神社 (松江市)
多賀神社（たがじんじゃ）は、島根県松江市朝酌町にある神社である。大橋川のほとりに鎮座している。神在祭が行われる出雲の神社の一つである。

## 祭神
主祭神
須佐之男命
配神
伊佐奈枳命
伊弉冉尊
宇津名媛命（うづなひめのみこと）
事代主命
大己貴神
現在の主祭神は須佐之男命であるが、天和3年（1638年）に発刊された『出雲風土記鈔』には祭神が「伊佐奈枳命と熊野大神命」とあり、また享保7年（1717年）に記された『雲陽誌』には「伊弉諾尊、神直日神、大直日神を祀る」と記載されている。
配神の1柱の宇津名媛命は合祀された朝酌上神社の祭神である。

## 歴史
『出雲国風土記』島根郡条に記載されている不在神祇官社の「朝酌下社」に比定される。江戸時代に入り『出雲風土記鈔』では「多賀大明神」、『雲陽誌』では「多賀明神」として記載されている。
明治41年（1908年）に朝酌上神社と福富神社を合祀した。

## 境内
本殿の屋根の棟木には神面とおぼしきものが付けられている。この神面は慶応2年（1866年）に参拝した者の旅日記にも同様のものが棟木に取り付けられているとの記載があり、幕末の時点ですでにあったものとみられる。

## 祭事
旧暦10月に行われる神在祭のうち、11月25日の祭礼を執り行う。『雲陽誌』によると、「10月11日になると諸国の八百万の神々が神佐陀山（佐太神社）に集い、25日に当社に移ってくる。その時に当社の恵美酒が神饌に使うための魚を獲るために猿田彦命が操る船に乗って漁場まで行き、坤の方角の水中に竹を刺して魚を釣り、神々がこれを見物する。その見物場所を魚見山といい、古来より10月25日になると魚見山に幣を立てて場を清め、またその夜は誰も境内には入らない。」といった意味のことが記載されている。この日には氏子たちは漁をせずに神前に小豆飯を供えて忌みに入り、翌朝に「お立ち、お立ち、お立ち」と言いながら社殿の戸を叩くという。